# Återupplivande av utdöda arter

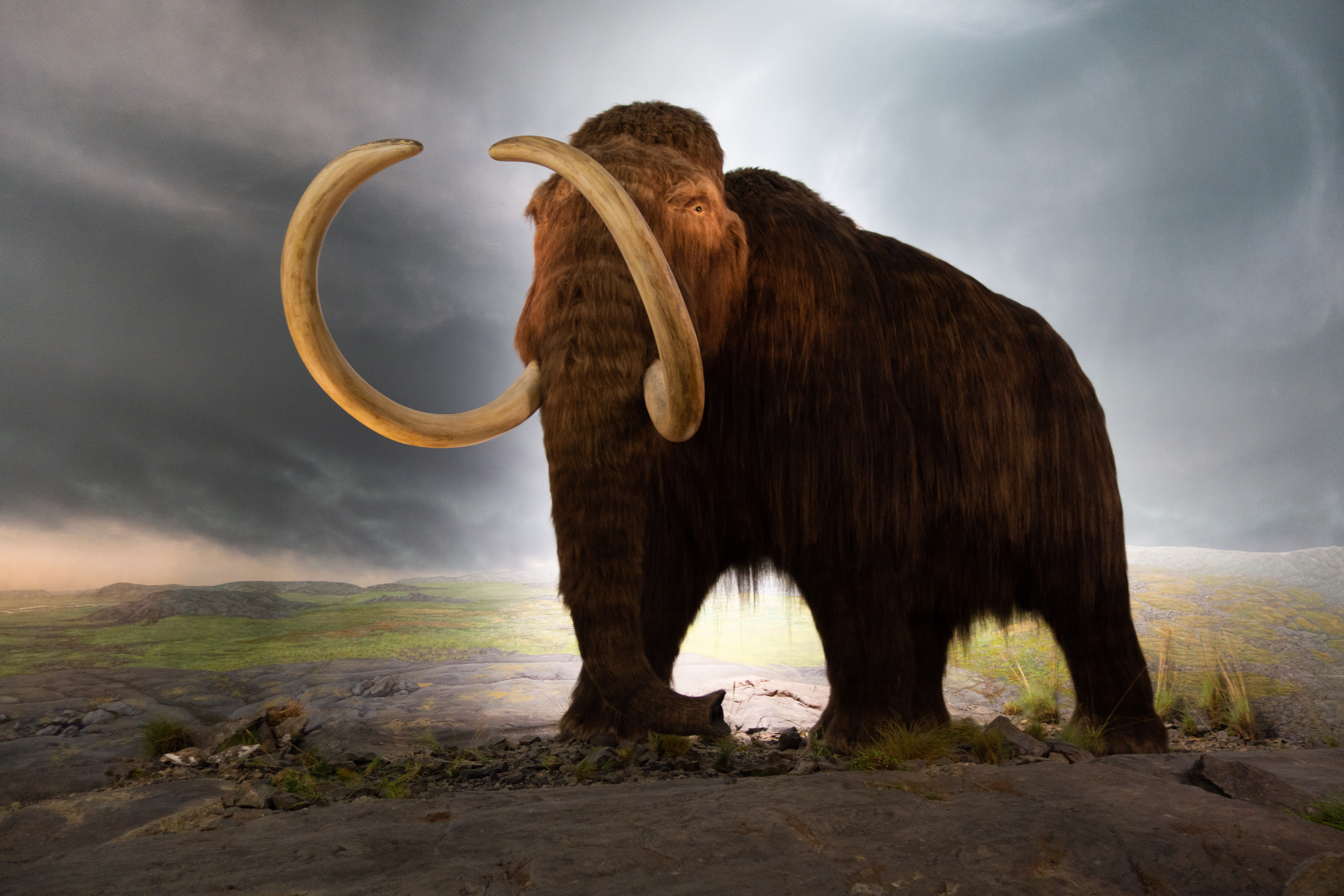
Ullhårig mammut är en primär kandidat att återupplivas genom kloning eller modifiering av arvsmassa.

Återupplivande av utdöda arter är processen att skapa en organism som antingen liknar eller är en utdöd organism.
Det finns flera sätt att utföra processen för återupplivande av utdöda arter. Kloning är den mest föreslagna metoden, även om modifiering av arvsmassa och avel också har övervägts. Liknande tekniker har tillämpats på vissa hotade arter, i hopp om att öka deras genetiska mångfald. Den enda metoden av de tre som skulle ge ett djur samma genetiska identitet är kloning.
Det finns fördelar och nackdelar med processen för utplåning, allt från tekniska framsteg till etiska frågor.